# Mesoplophora vesca
Mesoplophora vesca är en kvalsterart som beskrevs av Wojciech Niedbała och Corpuz-Raros 1998. Mesoplophora vesca ingår i släktet Mesoplophora och familjen Mesoplophoridae. Inga underarter finns listade i Catalogue of Life.